# Kap Simonow
Kap Simonow (russisch Мыс Симонова Mys Simonowa) ist ein Kap an der Sabrina-Küste des ostantarktischen Wilkeslands. Es ragt östlich der Mündung des Totten-Gletschers in den Südlichen Ozean.
Der US-amerikanische Kartograph Gardner Dean Blodgett, Mitarbeiter des Amts für Geographie im Innenministerium der Vereinigten Staaten, kartierte es 1955 anhand von Luftaufnahmen der Operation Highjump (1946–1947) der United States Navy. Weitere Luftaufnahmen entstanden 1956 bei einer sowjetischen Antarktisexpedition. Namensgeber ist Iwan Michailowitsch Simonow (1794–1855), russischer Astronom und Teilnehmer an der ersten russischen Antarktisexpedition (1819–1821) unter der Leitung von Fabian Gottlieb von Bellingshausen.